# Bülzig
Bülzig is een plaats en voormalige Duitse gemeente. Sinds 1 januari 2008 is het een stadsdeel van de gemeente Zahna-Elster in de Duitse deelstaat Saksen-Anhalt, en maakt deel uit van de Landkreis Wittenberg.
Bülzig telt 803 inwoners.